# Боґушиці-Малі
Боґушиці-Малі (пол. Boguszyce Małe) — село в Польщі, у гміні Рава-Мазовецька Равського повіту Лодзинського воєводства.
У 1975-1998 роках село належало до Скерневицького воєводства.